# Шафранский, Владимир Дмитриевич
Владимир Дмитриевич Шафранский (20 июня 1937, Москва) — советский футболист, защитник.

## Карьера
Воспитанник московской футбольной школы «ФШМ». Начинал свою карьеру в дубле московского «Локомотива».
Через два с половиной года он перешёл в «Молдову». В её составе Шафранский дебютировал в классе «А». Затем он в течение нескольких лет играл за коллективы второго эшелона советского футбола.
В 1963 году Владимир Шафранский вместе с горьковской «Волгой» вышел в первую подгруппу класса «А». Однако через сезон клуб покинул класс сильнейших. Всего в элите советского футбола Шафранский сыграл 22 матча.
В дальнейшем игрок выступал за команды: «Алга» (Фрунзе), «Зенит» (Ижевск). «Торпедо» (Люберцы).
Завершил карьеру футболиста в тюменском «Нефтянике», затем в течение четырёх сезонов работал в нём главным тренером.